# Gliese 581 f
Gliese 581 f var en exoplanet som upptäcktes i bana kring den röda dvärgstjärnan Gliese 581 i Vågens stjärnbild. Planeten upptäcktes av schweiziska astronomer, som meddelade upptäckten den 29 september 2010. Upptäckten har inte kunnat bekräftas.
Den var den femte upptäckten av exoplaneter i systemet och beräknades ha en massa av ungefär 0,023 MJ. Planeten beräknades ha en omloppstid runt sin värdstjärna med ungefär 433 dygn.